# 札幌市立富丘小学校
札幌市立富丘小学校（さっぽろしりつとみおかしょうがっこう）は、北海道札幌市手稲区にある公立小学校。

## 所在地
- 北海道札幌市手稲区富丘1条6丁目4-1

## 沿革
- 1978年3月 札幌市立富丘小学校　開校式
- 1978年4月 教材園・花壇完成
- 1978年5月 玄関東側に築山完成
- 1978年6月 グラウンド完成
- 1979年3月 校舎増築完成
- 1988年2月 開校10周年記念式典
- 1997年9月 開校20周年記念教育実践発表会
- 1997年11月 開校20周年記念式典・祝う会
- 1998年8月 飼育小屋完成
- 1998年10月 ミニ児童会館開館
- 1999年9月 温室を新設
- 2000年4月 給食を民間委託
- 2005年5月 読書タイム開始
- 2001年4月 コンピュータ室完成
- 2002年10月 ビオトープ完成
- 2002年11月 開放図書館完成
- 2004年4月 特殊学級ができる。
- 2004年7月 2階に観察池完成
- 2004年12月 本校スクールゾーン実行委員会が表彰される。
- 2005年1月 ソニー賞努力校受賞
- 2006年6月 性教育に関する研究委託校に指定される。
- 2007年6月 人権教育の研究委託学校に指定される。
- 2007年10月 開校30周年記念式典祝う会が挙行される。
- 2017年10月開校40周年記念式典祝う会が挙行される。
- 2017年10月エスポラーダ北海道の内田恍介選手が訪問する。

## 特徴
- 手稲駅～稲積公園駅の間の線路沿いにある。
- 校舎は鉄筋コンクリート4階建てで、3~4階の東半分が体育館となっている。この校舎構造は同校だけではなく、1970年代後半に札幌市内で開校した他の小学校の校舎にも多く見られる。

## 著名な出身者
- 内田恍介 - フットサル選手（エスポラーダ北海道）
- 佐竹学 - 元プロ野球選手

## その他
- 札幌市教育委員会の事業である「札幌市学校図書館地域開放事業」の指定校となっている。